# Rice (Minnesota)
Rice is een plaats (city) in de Amerikaanse staat Minnesota, en valt bestuurlijk gezien onder Benton County.

## Demografie
Bij de volkstelling in 2000 werd het aantal inwoners vastgesteld op 711.
In 2006 is het aantal inwoners door het United States Census Bureau geschat op 1189, een stijging van 478 (67.2%).

## Geografie
Volgens het United States Census Bureau beslaat de plaats een oppervlakte van
15,8 km², waarvan 15,5 km² land en 0,3 km² water. Rice ligt op ongeveer 324 m boven zeeniveau.

## Plaatsen in de nabije omgeving
De onderstaande figuur toont nabijgelegen plaatsen in een straal van 20 km rond Rice.